# Hector Frederik Janson Estrup
 Der er flere personer med dette navn, se Hector Estrup.
Hector Frederik Janson Estrup (5. januar 1794 i Randers – 29. december 1846 på Kongsdal i Undløse) var en dansk historiker.

## Opvækst og uddannelse
H.F.J. Estrup var søn af skolemanden, magister Peder Estrup. Hector Estrup blev, 10 år gammel, elev i den lærde skole, og den opvakte, livlige dreng med de lyse, krøllede lokker udmærkede sig ved fortrinligt nemme, flid og interesser, ligesom han tidlig udviklede en egen lethed i selskabelig omgang. Han var endnu ikke 17
år gammel, da han dimitteredes til Københavns Universitet (1810). Allerede fra studenterårene påvirkedes Estrup stærkt af sin svoger, historikeren professor Laurids Engelstoft; skønt han tog teologisk embedseksamen med udmærkelse (1815) og også senere havde til forsæt at søge præstelig virksomhed, drev en stærk tilbøjelighed ham hen imod den videnskabelige bane og især de historiske studier. Allerede 1814 havde han vundet universitetets guldmedalje for en afhandling om trældommen blandt de gamle skandinaver, og 1817 disputerede han for doktorgraden om hierarkiets skikkelse i Danmark i det 13. århundrede, særlig belyst ved kardinal Wilhelm af Sabinas sendelse.

## Udenlandsrejse
Estrup drog nu udenlands med offentlig understøttelse og ved privat hjælp – i hans hjem var der stadig trange kår –, og overalt, hvor han færdedes i de 3 rejseår (1817-20), viste han en ejendommelig lyst og evne til at tage fat på reelle opgaver, hvorimod han synes i mindre grad at have søgt til universiteter og forelæsninger. I Dresden, Wien og Venedig studerede han i arkiverne og blev mange ukendte aktstykker og oplysninger vár. I egnen ved Verona foretog han undersøgelser over formentlige efterkommere af de gamle kimbrer, i Roms manuskriptsamlinger ledte han efter breve vedrørende Nordens kirkehistorie, og han udarbejdede på grundlag af gamle kort en afhandling om Karthagos topografi.
Men overalt nød han desuden naturens og kunstens skønhed og knyttede ved sin muntre, naturlige optræden venner til sig. Han var opmærksom iagttager af de åndelige bevægelser og gav meddelelser om kirkelige forhold i Schweitz og i Frankrig, til hvilke lande han begav sig efter et års ophold i Italien. I Paris skrev han sit skrift Bemærkninger paa en Rejse i Normandiet i Efteraaret 1819 (udkom 1821) og indsamlede af franske legationsberetninger oplysninger om Frankrigs forhold til Norden i tiden 1663-89. Ikke mange historikere hjembragte fra deres uddannelsesrejse så planmæssig indsamlede frugter som Estrup.
I hvor høj grad Estrup dog på samme tid havde erhvervet sig overblik og modenhed, fik han lejlighed til at godtgøre ved sin undervisning i Borgerdydskolen i København, ved forelæsninger på Universitetet, ved forskellige snart efter offentliggjorte skrifter og deriblandt ved den lærebog i den almindelige verdenshistorie, til hvilken han da lagde grunden, og som udkom 1826, en af tidens bedst gennemtænkte og mest tankevækkende danske historiske lærebøger, udmærket ved klarhed og sikkert syn på hovedpunkterne.

## Sorø Akademi
23. juli 1822 beskikkedes han til lektor i geografi, Historie og statistik ved Sorø Akademi. Både som lærer for eleverne og som docent for akademisterne lagde han udmærkede egenskaber for dagen, og da direktørposten blev ledig, blev han 1830 konstitueret som og 1831 beskikket til direktør for Akademiet og skolen.
Det var en vanskelig og byrdefuld administrativ post, han således overtog. Han havde været en god kollega og blev en velvillig overordnet for akademiets lærere, men den blanding af læreanstalt og skole, som her var tilstede, var både mislig og utilfredsstillende, akademiet havde kun ringe tilgang af studerende, og de betydelige økonomiske midler og gode lærekræfter syntes at måtte kunne virke for et større formål og føre til et mere tilfredsstillende resultat.
Estrup havde mange planer om en omdannelse af akademiet, således om et realinstituts og et realakademis forbindelse med skolen, om organisationen af et kameralistisk studium, men ingen af hans planer billigedes af de overordnede, og selv ved ordningen af den bestående anstalts forhold mente han at møde modstand. Han var for tilbøjelig til at ile fremad og ønske hurtige resultater, han tabte for let modet under modgang og besad ikke altid tilstrækkelig hårdhed, mens han på den anden side nogle gange kunne forekomme noget tilbageholden; hans helbred havde desuden flere gange været angrebet. Således var der meget, som måtte tilskynde ham til at forlade denne stilling, hvad hans gunstige formuesforhold ikke heller kunne gøre ham betænkelig ved.

## Godsejer og politiker
Estrup havde 1822 ægtet Jacobine Scavenius (født 1800), en datter af etatsråd Jacob Brønnum Scavenius til Gjorslev, og var ved dette ægteskab blevet formuende. Efter at hans hustru var blevet angrebet af brystsyge, havde Estrup i efteråret 1828 fulgt hende til Sydfrankrig og Italien; hun døde i Milano (1829). 4 år senere ægtede han hendes søster Anna Christine Scavenius.
Estrup havde allerede beredt sig på at trække sig tilbage fra sit embede, da han 1835 købte herregården Kongsdal (tidligere Tygestrup) ved Sorø; han fik efter ansøgning i januar 1837 sin afsked og udnævntes til virkelig etatsråd. Som godsbesidder virkede han ikke blot for en forbedret drift af hovedgården og optagelse af ny jord til dyrkning, men også for sine bønders vel. Han fik hoveriet afløst og en bestemt driftsplan indført på bøndergårdene, han forbedrede husmændenes kår, stiftede et sognebibliotek, en håndgerningsskole og et enkesæde for præste- og skolelærerenker, hvorimod han ikke kunde formå bønderne til at forvandle deres fæste til arvefæste.
Estrup blev 1840 valgt til stænderdeputeret og virkede med iver i Roskilde Stænderforsamlings komiteer. I skrifter og afhandlinger udtalte han sig om tidens brændende sociale spørgsmål; han kunne ikke anse selvejendom og den frieste udstykning som ubetinget vinding og var imod ågerlove og imod almindelig værnepligt; med iver kæmpede han for en bedre landøkonomisk undervisning. Stadig lammedes dog hans virksomhed ved en om sig gribende brystsyge, og han måtte frasige sig sit kald som stænderdeputeret 1844. Omsider bukkede han under for sygdommen i 1846.
Han havde i sit 1. ægteskab foruden en søn, der døde et år efter ham, sønnen Jacob Brønnum Scavenius Estrup, den senere konseilspræsident; i sit 2. ægteskab havde
han ingen børn.

## Estrup som historiker
Hans danske nationalisme og konservatisme bragte ham til tidligere end nogen anden dansk historiker at fremsætte Danmarks ret overfor hertugdømmet Slesvig og at klargøre de vanskelige forfatningsspørgsmaal (Om Slesvigs og Holstens Uadskillelighed efter Forsikringsakterne af 1460, 1832). Forsigtig, men stadig bestemtere søgte han at mane regeringen til i tide at tage forholdsregler mod det vågnende slesvig-holstenske uafhængighedsbevægelse. Den samme følelse bragte ham og hans hustru til (1843) at stifte et legat for en docent i slesvigsk lovkyndighed ved universitetet i den hensigt at drage sønderjyske studerende til København. Ved meget velgørenhed i stilhed og ved flere legater (for enker efter lærere ved Sorø Akademi og for Randers Skole 1833, for Valkendorfs Kollegium 1836) viste han sin store lyst til at gavne fædrelandet.
Den varme følelse for ret og uret, set efter de ulige tidsalderes syn og forhold, lod ham træde op imod mangen uretfærdig dom, således over Middelalderens klostervæsen, over adelens forhold til bondestanden (Tygestrup, som det var, og som det er, en historisk-statistisk Beskrivelse, 1838; Om Livsfæste i Danmark, 1842). Men når Estrup troede at se uheldige levninger fra fortidens tilstande, var han ikke bange for at bryde staven over dem, således som det skete i hans skrift De danske Majorater, en historisk-politisk Betragtning (1845), hvori han påviste det uheldige, både for landet og for familierne, i len og fideikommisser, af hvilke derfor ingen nye burde oprettes; disse udtalelser tog mange af hans standsfæller ham ilde op.
De emner, som han valgte, var højst forskellige og angik lige så ofte den klassiske oldtid (således hans afhandling om fragmenterne af Sanchuniathon, om kong Kleomenes 3., de makariske Øer og Elisa), som Middelalderen og den nyere tid (Absalon som Helt, Statsmand og Biskop, 1826, Lüttichs Kamp mod Hertugen af Burgundien, Lighedsprincippet
ved Rigsdagen i Kjøbenhavn 1660). Mest tiltaltes Estrup måske af undersøgelser, hvori geografiske, etnografiske eller statistiske elementer spiller en rolle, og han opsøgte snarere med forkærlighed de hvilende tilstande end begivenhederne. Hans enke (død 1882) foranstaltede hans samlede skrifter udgivne i 3 bind 1851.
Estrup var 1824 blevet optaget til medlem af Det kongelige danske Selskab for Fædrelandets Historie, 1833 i Videnskabernes Selskab.